# Estany Gento
Estany Gento är en sjö i Spanien.   Den ligger i provinsen Província de Lleida och regionen Katalonien, i den nordöstra delen av landet, 400 km nordost om huvudstaden Madrid. Estany Gento ligger 2 140 meter över havet. Arean är 0,18 kvadratkilometer. Trakten runt Estany Gento består i huvudsak av gräsmarker.